# Université des géosciences de Chine
 (juillet 2023).
Ne doit pas être confondu avec Université des Géosciences de Chine (Pékin).
L'université des géosciences de Chine (chinois simplifié : 中国地质大学; chinois traditionnel : 中國地質大學; pinyin : Zhōngguó Dìzhì Dàxué), est une université chinoise spécialisée dans les domaines des géosciences. Le campus de cette université se trouve à Wuhan, chef-lieu de la province de Hubei au centre de la Chine.

## Historique
- Créée dans en 1952 à Pékin, l'université s’appelle alors l’« Institut de géologie de Pékin »
- L'université a suspendu ses opérations à partir de 1966 en raison de la révolution culturelle, et a rouvert à Jiangling dans la province de Hubei en 1970. Elle s'appelle alors l'« Institut de géologie du Hubei ».
- En 1975, le campus a été déménagé à Wuhan, et l'institut a été rebaptisée l'« Institut de géologie de Wuhan ».
- En 1978, avec le soutien de Deng Xiaoping, l'ancien campus de Pékin a rouvert ses portes en tant qu'école de troisième cycle affiliée au campus principal de Wuhan.
- En 1987, elle est appelée « université des géosciences de Chine ». Par la suite, l'école de troisième cycle de Pékin a également commencé à accueillir des étudiants de premier cycle.
- En 2005, le campus de Pékin est devenu une université indépendante appelée université des géosciences de Chine (Pékin).

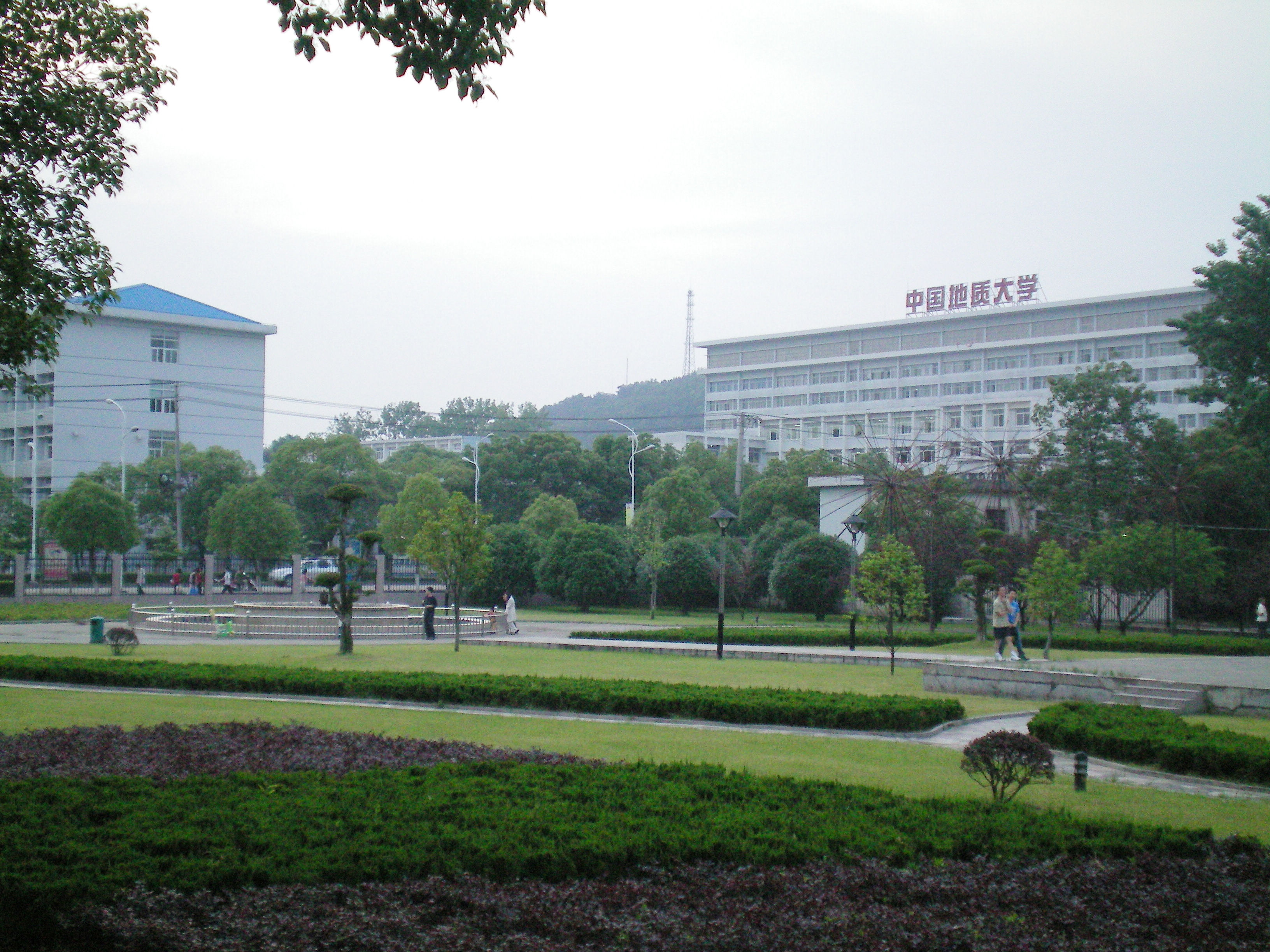
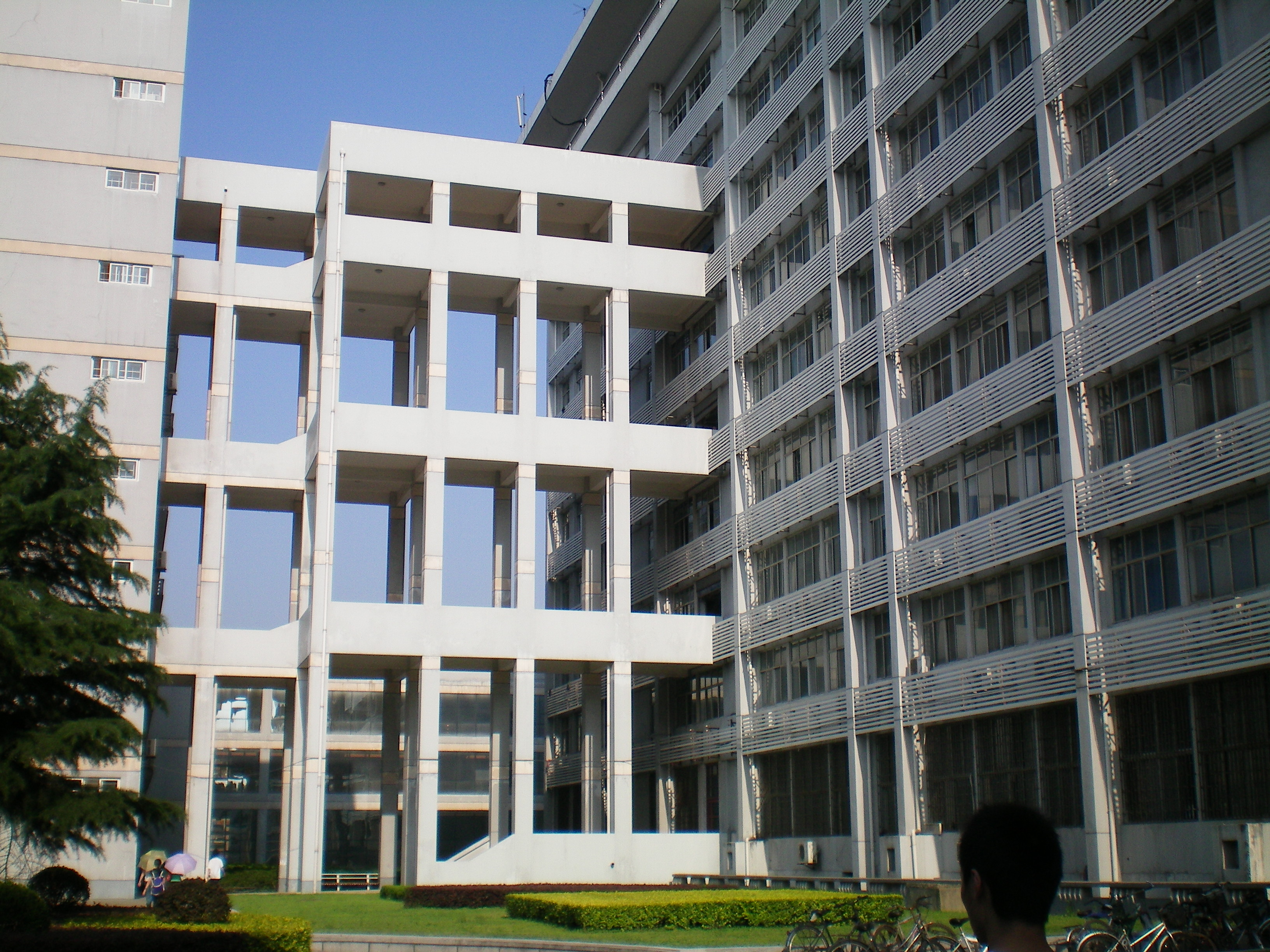
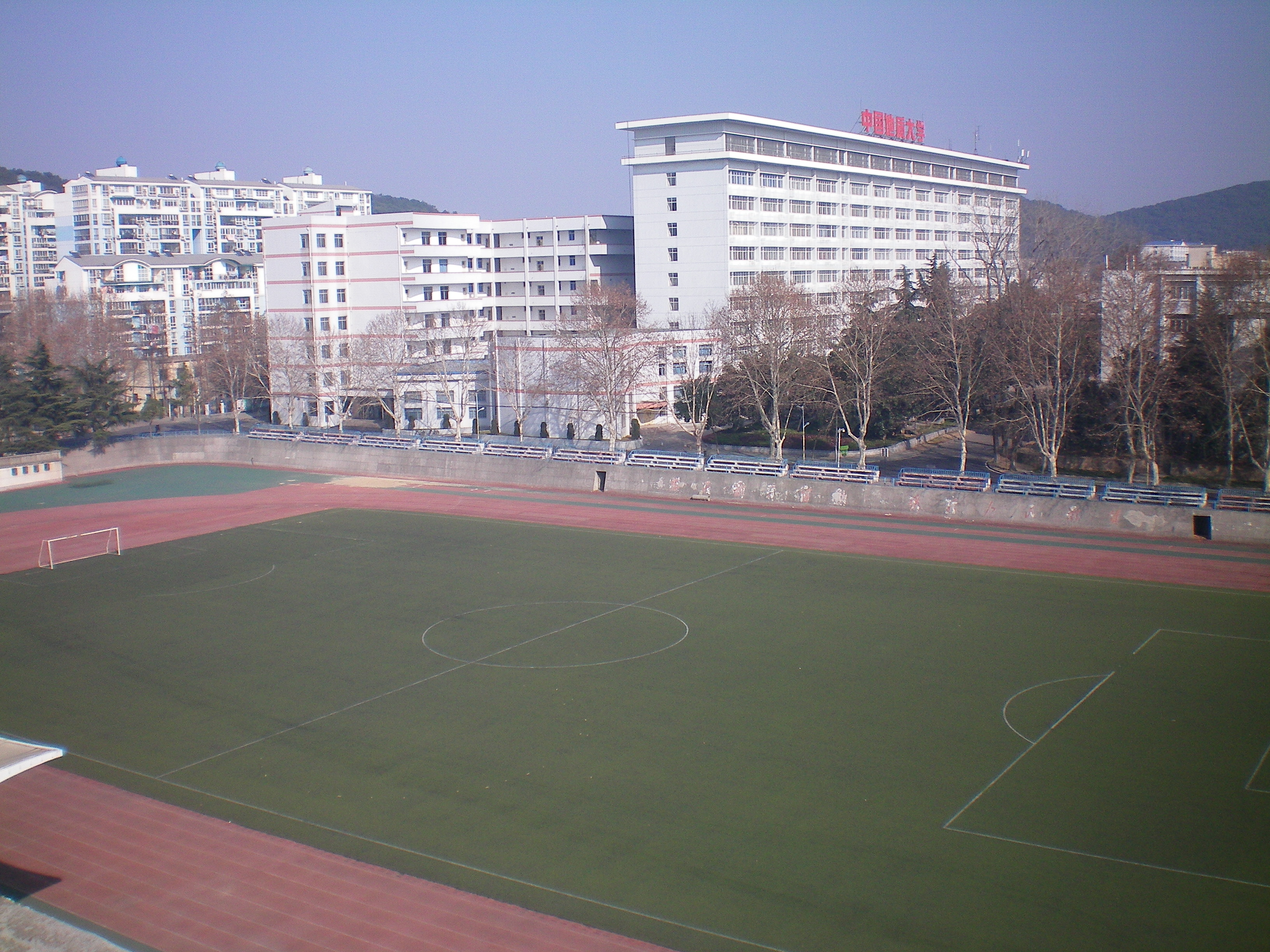
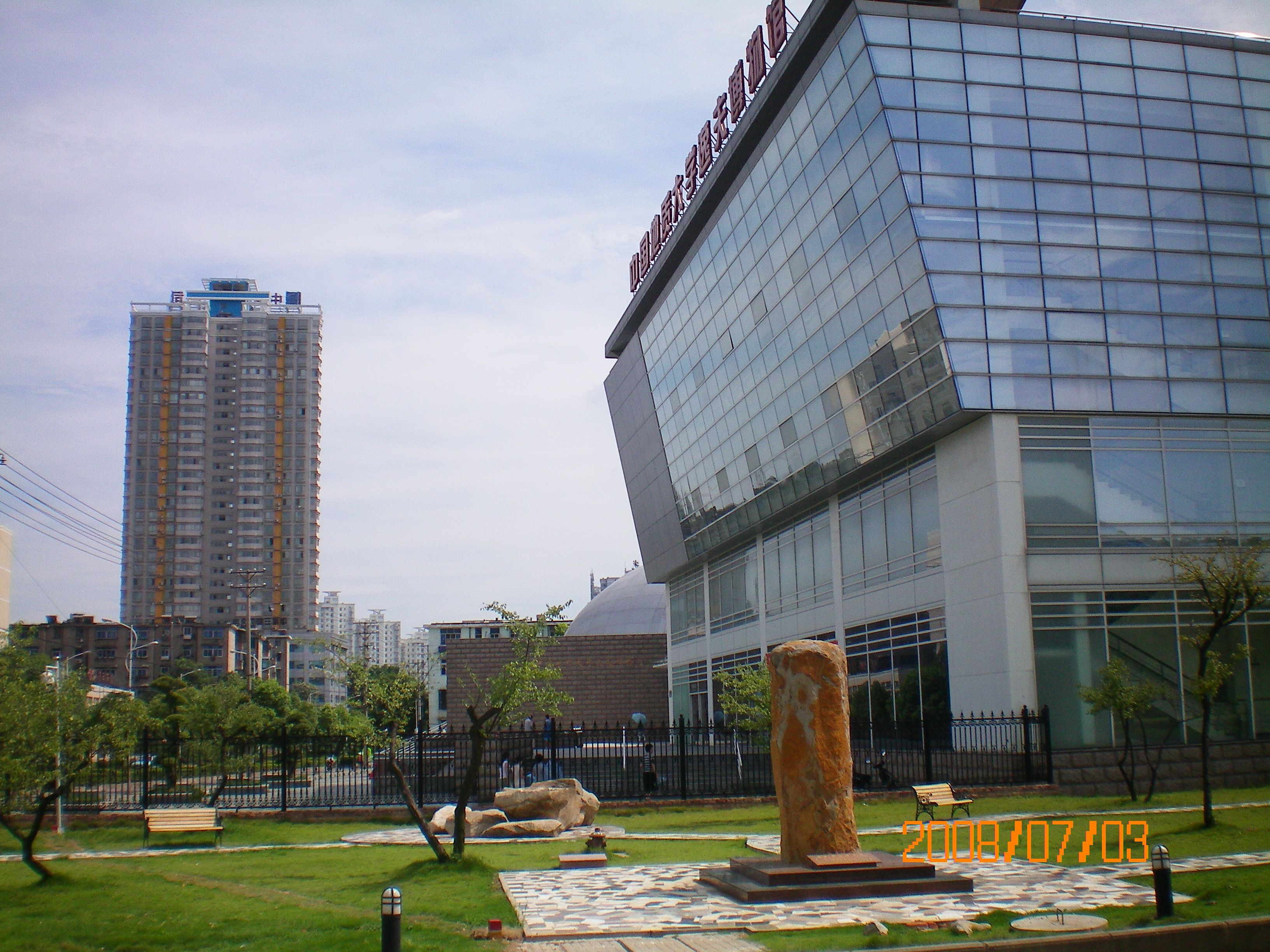
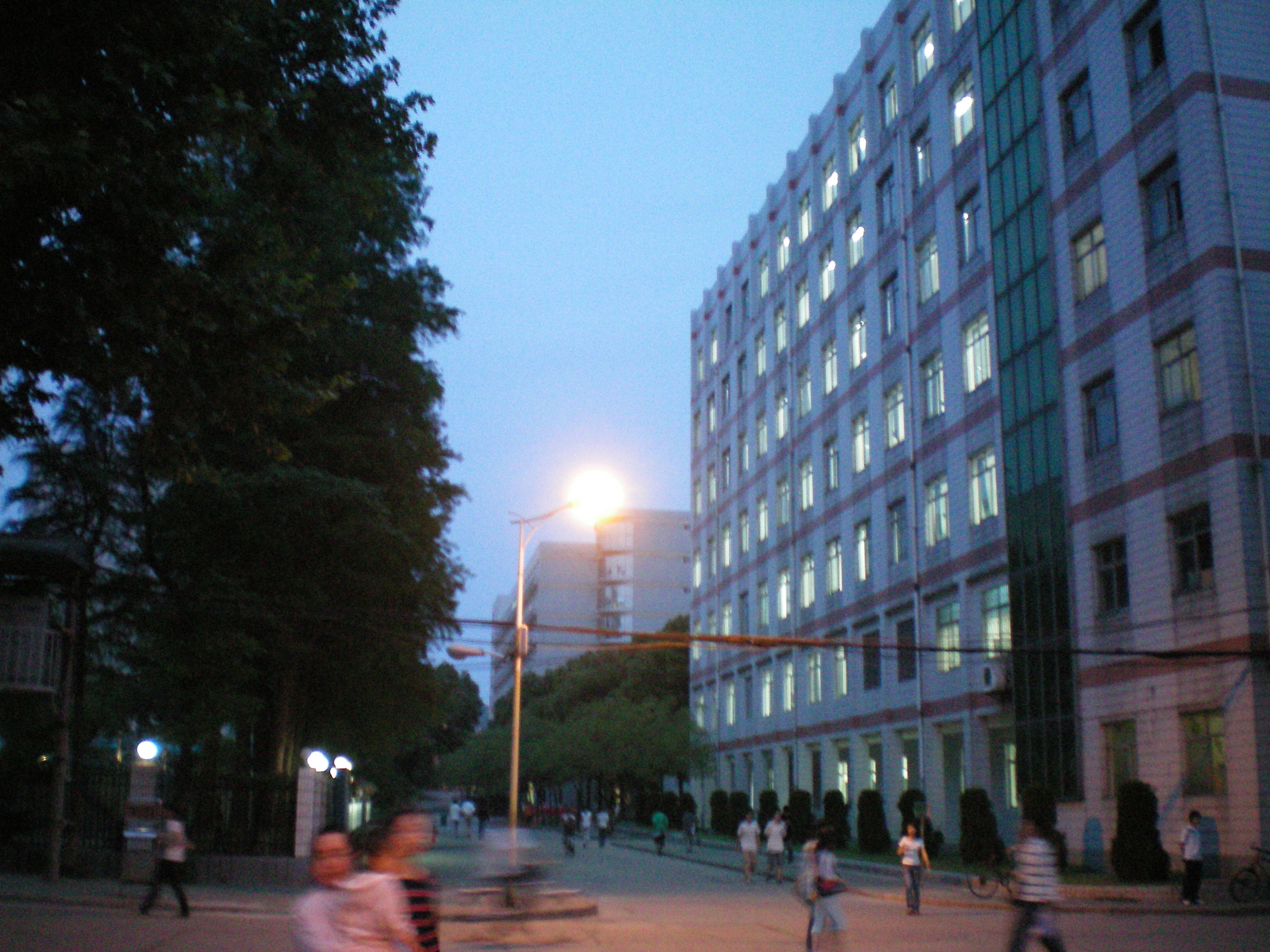
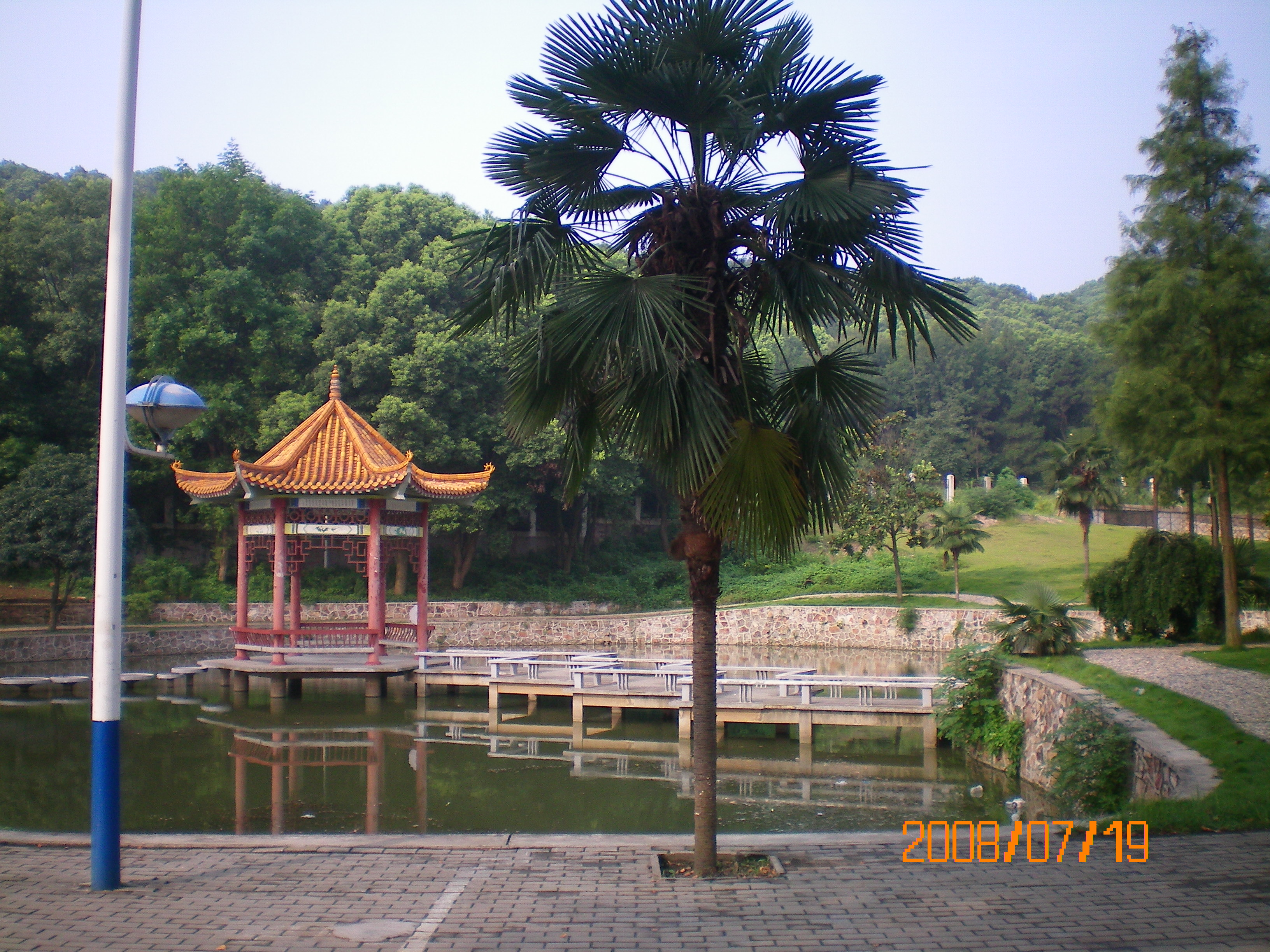
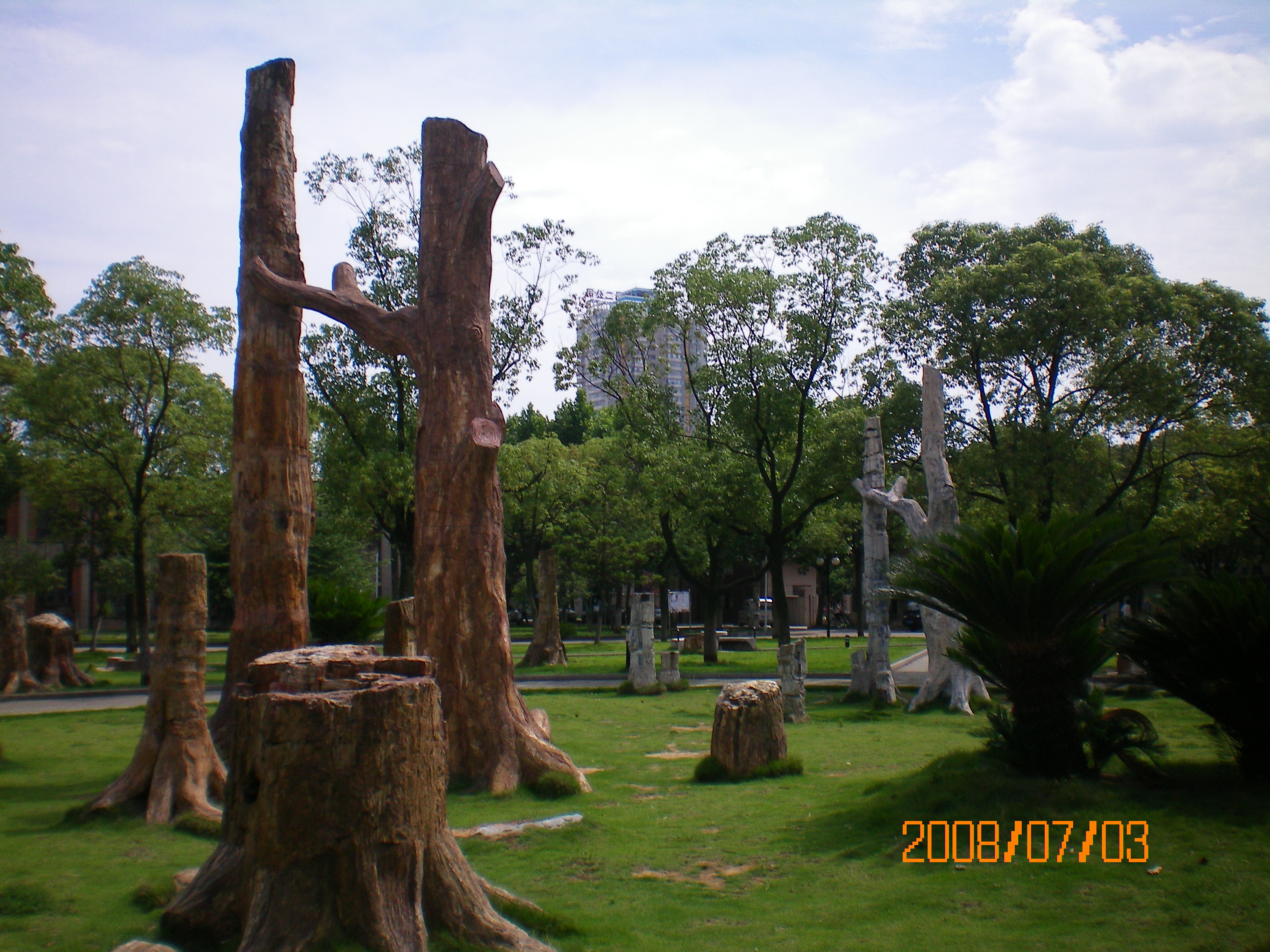

## Anciens élèves célèbres
- Wen Jiabao, Premier ministre de la république populaire de Chine
- Li Zhixin, est un alpiniste chinois
- Wang Fuzhou, est un alpiniste chinois
- Harry Wu élève à Pékin de 1955 à1960, puis après 19 ans passé dans les camps du laogai, professeur dans l'université de Wuhan de 1980 à 1985.